# Poliartrite
Poliartrite é qualquer tipo de artrite que envolve cinco ou mais articulações, geralmente causada por doença auto-imune.

## Causas
Várias doenças auto-imunes podem gerar poliartrite, dentre elas:
- Artrite reumatoide;
- Lúpus eritematoso sistêmico;
- Artrite psoriática e;
- Amiloidose.

Alguns vírus como o Sindbis virus, Chikungunya virus, Parvovírus e o Virus do Rio Ross também são possíveis causas.

## Sinais e sintomas
O sintoma característico são mais de cinco articulações inflamadas ao mesmo tempo. Locais comuns de inflamação incluem pescoço, ombros, cotovelos, mãos, quadril, joelhos e pés. A inflamação é caracterizada por dor, inchaço, calor e rubor especialmente quando a articulação é movimentada. A dificuldade de movimentar costuma ser muito incapacitante na rotina e pode resultar em aposentadoria temporária ou permanente. 

## Diagnóstico diferencial
Outras doenças que também envolvem múltiplas inflamações de articulações incluem:
- Doença de Lyme;
- Tuberculose;
- Infecção fúngica;
- Infecção bacteriana;
- Leptospirose;
- Doença de Whipple;
- Gota;
- Anquilose;
- Doenças vasculares sistêmica;
- Doenças endócrinas;
- Fibromialgia.

## Tratamento

### Não-medicamentoso
O tratamento envolve repouso durante crises de inflamação ativa e programas de exercícios para manter a boa função articular, especialmente no caso de osteoartrite. Perder peso e fazer fisioterapia são especialmente importantes em caso de sobrepeso agravando os sintomas. Bolsa quente, ou gelada dependendo do caso, pode proporcionar alívio em articulaçõesafetadas por artrite não-inflamatória. Terapia ocupacional pode ajudar com a administração da casa e meios auxiliares de locomoção.

### Medicamentoso
Existem diversas opções medicamentosas disponíveis. Analgésicos simples como paracetamol podem ser eficaz no controlo da dor, isoladamente ou em combinação com outros agentes. Analgésicos e anti-inflamatórios não-esteroides, aspirina e COX-2 são usados para dor mais persistente ou quando há evidência de inflamação. Pomadas devem ter preferência por terem menos efeitos colaterais gastrointestinais e cardiovasculares.
Analgésicos mais fortes como tramadol, buprenorfina e opioides são utilizados quando a dor não for adequadamente controlada com outras medidas, mas não são tratamento de primeira linha. De forma similar, esteroides intra-articulares não são rotineiramente recomendados, mas podem ser eficaz para surtos agudos da artrite. Comprimidos de esteroides podem ser utilizados no tratamento da artrite inflamatória tal como artrite reumatoide por curtos períodos de tempo. 
Glucosamina pode ser tão eficaz quanto os Anti-inflamatórios não-esteroides em caso de osteoartrite. Outra opção são os agentes antirreumáticos utilizados no tratamento da artrite inflamatória, especialmente de artrite reumatoide e artrite associada a distúrbios do tecido conjuntivo.
Condroprotetores também podem ser úteis em caso de artroses crônicas e imunossupressores são necessários em caso de doença auto-imune. Um bloqueador de citocina também pode ser útil para reduzir a inflamação. 